# Histoire du Pernambouc
L'histoire du Pernambouc, région du nord-est du Brésil, qui fut appelée aussi au XVIe siècle « Fernambouc », est marquée par la croissance de son industrie sucrière, la première de la côte portugaise du Brésil, entre la fin du XVIe siècle et le début du XVIIe siècle. Le Pernambouc est aussi appelé capitainerie du Pernambouc.
Cette croissance a encore été accélérée à partir de 1630 par la prise de la colonie par la Compagnie néerlandaise des Indes occidentales, peu après la bataille de la baie de Matanzas qui voit en 1628 les Hollandais s'emparer d'une valeur de 11 millions de florins en or et argent espagnol. La richesse des maîtres hollandais et portugais se lit dans l'architecture des villes de la colonie.

## Le règne portugais
Le 22 avril 1500, les Portugais découvrirent une côte inconnue qu'ils nommèrent Vraie Croix puis Sainte Croix sans pouvoir décider s'il s'agissait d'une terre ferme ou d'une île, au beau milieu d'un archipel de climat tropical composé de 21 îles, et rochers de nature volcanique. C'est l'une des premières capitaineries portugaises, appelée alors Nova Luzitania.
Selon la lettre de Donation octroyée par Jean III le 10  mars 1534, le capitaine donataire de la capitainerie de Pernambouc, l'une des quinze premières capitaineries du Brésil portugais, fut Duarte Coelho Pereira, fidalgo qui brilla dans les campagnes portugaises en Indes. La capitainerie s'étendait entre le rio São Francisco et le rio Igaraçu.
L'expansion du sucre se fait surtout dans les années 1620. Le Brésil portugais compte 60 sucreries en 1575, appelées aussi engenho (dont 23 à Pernambouc et 18 à Bahia), puis 130 sucreries en 1585 (dont 65 à Pernambouc et 45 à Bahia) et même 436 sucreries en 1629, dont 150 à Pernambouc 80 à Bahia et 60 à Rio de Janeiro, soit les deux tiers sur ces trois sites.
La traite négrière prit de l'ampleur au même moment, les registres de Pernambouc attestant que pendant les années 1620, 1621, 1622 et 1623 on transporta d'Angola au Pernambouc 15.430 esclaves noirs. Plusieurs milliers d'entre eux, des marrons, après s'être échappés des plantations portugaises, installèrent des établissements secrets dans la forêt tropicale, à Palmares, à trente lieues d'Olinda, Os Palmares, à Angola Janga ou Nova Angola, aux alentours de la montagne Barriga, un territoire autonome d'esclaves libres où vivaient aussi des Indiens, des métis et de nombreux blancs, soldats déserteurs ou bien paysans sans terre.
Un siècle plus tard, sur le littoral, une Guerre des Mascates opposera de 1710 à 1712 les propriétaires d'engenho, ayant des dettes vis-à-vis des commerçants à cause de la chute du prix international du sucre, à ces commerçants, les propriétaires d'engenho refusant l'autonomie de Recife voulue par les commerçants.

## Le court intermède de laCompagnie néerlandaise des Indes occidentales
La Compagnie néerlandaise des Indes occidentales décide en 1630 de réinvestir au Brésil, principale colonie sucrière au monde, une partie du butin retiré de la bataille de la baie de Matanzas contre les galions espagnols en 1628. Le Brésil est alors espagnol et portugais et l'Espagne est la principale ennemie de la Hollande, son ex-suzeraine, depuis la Guerre de Trente Ans (1618-1648). Priver l'Espagne du sucre brésilien, c'est l'affaiblir.
En janvier 1630, une flotte de 67 navires hollandais cingle vers la côte brésilienne et prend Recife pour y construire des forts puis Natal mais échoue devant Salvador.
Il faut cependant cinq à sept ans aux Hollandais pour achever la conquête, au prix de la destruction d'une large partie des moulins à sucre par les Hollandais, dont un bon tiers des exploitants se replient dans le sud, selon le constat du chef de l'armée hollandaise, le polonais Christophe Arciszewski.
Recife devient la capitale de la colonie sous le nom de Mauritsstaad, fondée par le gouverneur arrivé en janvier 1637, Jean-Maurice de Nassau-Siegen, qui conclut en 1641 avec les Portugais puis apprend en 1642 qu'il est obligé de quitter la colonie. Après son départ, les colons soutenus par le Portugal, redevenu indépendant de l'Espagne en 1640, se rebellent. Ceux du Maragnan (actuel Maranhão) se soulèvent dès 1642, et tous les Brésiliens en font autant en 1645, année où Fernandès Vieira gagne deux batailles importantes.
Entre 1636, les esclaves revendus par des bateaux hollandais sur le marché brésilien sont tous vendus à crédit mais à partir de 1644 et 1645, la proportion d'esclaves vendus passe à respectivement 78 % et 100 %, reflet de l'appréhension des Portugais, qui sentent que le Brésil risque de leur échapper très prochainement.
En 1654, au bout de douze années de luttes, les Pays-Bas capitulent puis renoncent officiellement à leurs revendications territoriales sur le Brésil à partir de 1661. L'émigration hollandaise se dirige alors vers les Antilles françaises.

## Les communautés demarronsreconnues très tôt avant l'indépendance du Brésil
Les esclaves qui s'échappent pendant le règne portugais dans la forêt de Palmares obtiennent très tôt une reconnaissance grâce à leur nombre important. Ils forment la colonie des Quilombo, dans la forêt tropicale. L'accord de paix signé en 1678 entre Ganga Zumba, leader des Quilombo de Palmares, la communauté d'esclaves en fuite la plus importante et la plus durable de l'histoire de l'esclavage au Brésil, et les autorités coloniales du Pernambouc, donne naissance au hameau de Cucaù.
Ganga Zumba est cependant battu en 1680 par Zumbi Dos Palmares, l'autre chef des Quilombo de Palmares, qui défend l'option de continuer à combattre les Portugais dans l'espoir de libérer les esclaves noirs restant à l'intérieur des plantations de sucre de la zone côtière. Cette résistance, interprétée par les sociologues comme constitutive de l'identité brésilienne moderne, se poursuit jusqu'au XIXe siècle et contribue à accélérer le mouvement vers l'indépendance du Brésil, au moment où les empires coloniaux espagnols et portugais se disloquent, tandis que ceux de la France et de l'Angleterre s'étendent. L'esclavage reste cependant autorisé très tard au Brésil.
En 1817, à l'occasion de la révolution républicaine du Pernambouc, ou Révolution Pernambucana, un mouvement séparatiste particulièrement puissant, le gouvernement provisoire nomme le capitaine José de Barros Falcão de Lacerd à la tête de la colonie portugaise. Ce mouvement précède de cinq ans l'Indépendance du Brésil proclamée le 7 septembre 1822. À la promulgation de la constitution de 1891 le Pernambouc devient l'État du Pernambouc.